# Hiperboreea

Detaliu al hărții din 1597 a lui Abraham Ortelius ilustrând lucrarea Periplus Maris Erythraei, atribuită lui Arrian.

În mitologia greacă hiperboreenii, sau hiperboreii (în greacă: Ὑπερβόρεοι sau Ὑπερβόρειοι, în latină Hyperborei), erau un popor mitologic. Grecii antici credeau că Boreas (greacă: Βορέας), vântul nordului, a trăit în Tracia, și că, prin urmare, Hiperboreea era o regiune nespecificată în ținuturile nordice dincolo de vântul de nord. Țara hiperboreenilor, numită în greacă Hiperboreea (Ὑπερβορέα sau  Ὑπερβορεία ) - „dincolo de Boreas” - era una perfectă, în care tot timpul este vară, cu soarele strălucind douăzeci și patru de ore pe zi, iar pomii erau foarte roditori astfel încât produceau de două ori fructe pe an. De altfel, mai multe mituri și legende ale diferitelor popoare vorbesc despre o țară minunată, în care oamenii savurează viața și nu cunosc nici griji și nici necazuri. De fapt, conform istoricilor, această imagine a țării hiperboreenilor ar întruchipa în sine amintirea despre patria ancestrala a omenirii, acolo unde exista o limbă comună și de unde au pornit toate culturile. Legendele spun că salvându-se de potopul cel mare, locuitorii acelei țări minunate s-au împrăștiat în toată lumea, astfel luând naștere diverse popoare și limbi. Amintirea despre această țară necunoscuta a rămas în fiecare cultură, chiar dacă este pomenită cu denumiri diferite.  
Primele mențiuni despre hiperboreeni se găsesc în secolul al VIII-lea î.Hr, în Ciclul Teban Epigonii și la Hesiod.  Alceu (Alkaios) menționează lebedele sacre care l-au transportat pe Apollo, după nașterea sa, din Delos până în țara hiperboreenilor, iar de acolo, după un an, au sosit la Delphi. Grecii au asociat Hiperboreea și Boreea. Însă ar fi în zadar să vrei să localizezi țara hiperboreenilor, care reprezenta pentru greci un soi de paradis îndepărtat și prost definit, sălașul Fericiților. Unii autori, ca Pausanias Periegetul, spun că hiperboreii sunt în contact cu arimaspii, un alt popor mitic. Prin 470 î.Hr., un cult nou a fost dedicat zeului Apollo Hiperboreul, la Metapontum în Italia, așa cum arată o monedă și mărturia lui Herodot.
Primul care a studiat hiperboreenii a fost Johann Matthias Gesner, în 1759.  În 1822, a fost publicată lucrarea majoră a lui Antoine Fabre d'Olivet, Histoire philosophique du genre humain. Ea cuprinde un capitol în care este studiată localizarea acestui misterios continent. Prin 1890, celebrul istoric al religiilor Erwin Rohde marca legătura dintre pesonajele Abaris și Aristeas pe de o parte, hiperboreenii pe de alta. Nouă etapă: Karl Meuli, pornind de la relațiile dintre greci și sciți, și de la 
personajul Abaris Scitul, interpretează ca șamanism curentul reprezentat de aceste personaje destul de magice.
Helena Blavatsky îi descrie pe hiperboreeni precum și continentul Hiperboreea, în La Doctrine Secrète

## Hiperboreenii în mitologie
Hiperboreenii sunt prezentați, de Aristeas de Proconnez, prin 600 î.Hr., ca un popor care locuia marginile septentrionale ale lumii locuite. Pământul lor, denumit Hiperboreea, este ca perfect, cu Soarele care strălucește mereu. Potrivit lui Diodor din Sicilia, Apollo își petrecea iarna alături de hiperboreeni, mama sa, Leto, era de altfel născută în Hiperboreea. Tezeu și Perseu se crede că i-au vizitat pe hiperboreeni.
„Cei care au scris despre mituri antice [spun că] în regiunile de dincolo de celți există o insulă în ocean cel puțin la fel de mare ca Sicilia. Această insulă este situată la nord și locuită de hiperboreeni, numiți astfel pentru ca locuiesc dincolo de locul din care bate vântul de nord; insula este atât fertilă, cât și productivă cu tot felul de culturi și, având în vedere un climat excepțional de temperat, produce două culturi pe an.”—Diodore de Sicile, trad. de Paul Goukowsky, Bibliothèque historique, II, 47
Mari cantități de aur se găsesc în Hiperboreea, păzite de grifoni, după mărturiile lui Herodot.